# Andréas Papadópoulos Bretós
Andréas Papadópoulos Bretós (o Vretós, in greco Ανδρέας Παπαδόπουλος Βρετός?; Itaca, 1800 – 1876) è stato uno scrittore e bibliografo greco.

## Biografia
Nacque, all'inizio del 1800, a Itaca, dove suo padre, originario di Leucade, serviva come segretario dell'amministrazione francese dell'isola, facente parte degli Stati Uniti delle Isole Ionie.
Frequentò le scuole sulle Isole Ionie, ma nel 1811, insieme alla madre, si trasferì in Italia, per proseguirvi gli studi al Real Liceo Salvatore di Napoli.
Iscrittosi all'Università di Napoli, vi si laureò in medicina acquisendo padronanza nel latino, nel francese oltre che, ovviamente, dell'italiano.
Escogitò un pettorale antiproiettile, che battezzò pilima, parola greca che vuol dire feltro che presentò a Ferdinando II, riscuotendo l'approvazione del sovrano che lo ricompensò con una generosa donazione di 3000 ducati. Tuttavia, secondo Mariano d'Ayala, quell'invenzione la si doveva a un'idea originale del generale dell'Esercito delle Due Sicilie Giuseppe Rosaroll (1775-1825), noto filelleno, morto a Nauplia combattendo per l'indipendenza della Grecia.
Lo sviluppo del dispositivo andò incontro ad alterne vicende, tra delusioni e successi. A una prima fallimentare presentazione pubblica a Firenze, fecero seguito varie prove e dimostrazioni di successo in Italia ed Europa.
Papadópoulos Bretós fece ritorno in Grecia nel 1838. Le sue simpatie per la figura di Giovanni Capodistria (1776-1831), di cui fu biografo, gli procurarono un'incriminazione basata su una calunnia che lo costrinse a un breve periodo di prigionia.
Nel 1841 si recò a Corfù e tornò ad Atene nel 1844. Sposò la bella figlia di un generale russo da cui ebbe un figlio, Marinos (1828 - 1871), divenuto un famoso giornalista.
Morì nel 1876.
Fu un propugnatore degli ideali filellenici in Italia e in Francia.
Fu anche autore di una biografia del filelleno Frederick North, quinto conte di Guilford, pubblicata ad Atene, nel 1846, in italiano e greco.